# Only the Family
Only the Family (skrót: OTF) – amerykańska niezależna wytwórnia muzyczna oraz kolektyw hip-hopowy założony w 2010 roku przez rapera Lil Durk w Chicago, w stanie Illinois. Wytwórnia jest znana z promowania artystów związanych z ruchem drill i sceną ulicznego rapu.

## Historia
Only the Family powstało jako kolektyw zrzeszający artystów z południowego Chicago. Założycielem grupy był raper Lil Durk, który chciał zapewnić platformę twórczą dla raperów z jego otoczenia. Po początkowych sukcesach Lil Durka, kolektyw przekształcił się w formalną wytwórnię muzyczną. 
W 2012 roku Lil Durk podpisał kontrakt z Def Jam Recordings, jednak OTF nadal funkcjonowało niezależnie. W 2018 roku podpisano umowę dystrybucyjną z Alamo Records, co umożliwiło szerszą promocję artystów związanych z OTF.

## Artyści
Do artystów związanych z OTF należą lub należeli:
- Lil Durk
- King Von (zmarły w 2020)
- Booka600
- Memo600
- Doodie Lo
- JusBlow600
- Timo
- Boss Top

## Styl muzyczny
Only the Family reprezentuje przede wszystkim styl Chicago drill, łącząc go z elementami trapu i gangsta rapu. Teksty często poruszają tematykę życia ulicznego, przemocy, lojalności oraz osobistych przeżyć.

## Wydawnictwa
Wytwórnia wydała kilka albumów kompilacyjnych, m.in.:
- Only The Family Involved Vol. 1 (2018)
- Only The Family Involved Vol. 2 (2018)
- Family Over Everything (2019)
- Loyal Bros (2021)
- Loyal Bros 2 (2022)

## Znaczenie
OTF odegrało znaczącą rolę w rozwoju chicagowskiej sceny muzycznej, szczególnie gatunku drill. Wytwórnia wprowadziła do mainstreamu wielu artystów i zyskała rozpoznawalność na rynku amerykańskim.